# Nicolò Barella
Nicolò Barella, född 7 februari 1997 i Cagliari, är en italiensk fotbollsspelare som spelar för Inter. Han representerar även det italienska landslaget.

## Karriär
Den 12 juli 2019 lånades Barella ut till Inter på ett ettårigt låneavtal och som därefter innehöll en obligatorisk köpoption för Inter.